# Treniere Moser
Treniere Moser (geb. Clement; * 27. Oktober 1981) ist eine US-amerikanische Mittelstreckenläuferin, die sich auf die 1500-Meter-Distanz spezialisiert hat.
Bei den Weltmeisterschaften 2005 in Helsinki schied sie im Vorlauf aus. 2006 wurde sie Siebte bei den Hallenweltmeisterschaften in Moskau und Achte beim Weltcup in Athen. Bei den Weltmeisterschaften 2007 in Ōsaka erreichte sie das Halbfinale.
2014 wurde sie Fünfte bei den Hallenweltmeisterschaften in Sopot.
Bei den IAAF World Relays 2015 in Nassau übernahm sie in der Medley-Staffel die 1200-Meter-Teilstrecke. Zusammen mit Sanya Richards-Ross (400 m), Ajee Wilson (800 m) und Shannon Rowbury (1600 m) stellte sie mit 10:36,50 min den aktuellen Weltrekord auf.
Viermal wurde sie US-Meisterin (2005–2007, 2013) und einmal US-Hallenmeisterin (2006).

## Persönliche Bestzeiten
- 800 m: 1:59,15 min, 2. Juni 2007, New York City
  - Halle: 2:01,79 min, 31. Januar 2015, New York City
- 1000 m: 2:37,53 min, 13. Juni 2015, New York City
  - Halle: 2:37,86 min, 7. Februar 2015,	Boston
- 1500 m: 4:02,85 min, 1. Juni 2013, Eugene
  - Halle: 4:07,84 min, 8. März 2014, Sopot
- 1 Meile: 4:33,43 min, 9. September 2015, Huntington
  - Halle: 4:27,49 min, 14. Februar 2015, New York City
- 3000 m: 9:11,34 min, 21. Juli 2012, Stettin
  - Halle: 9:11,44 min, 13. Mai 2004, Fayetteville
- 5000 m: 15:11,00 min, 17. Mai 2013, Los Angeles